# Пайн-Филью
Пайн-Филью (порт. Paim Filho)  —  муниципалитет в Бразилии, входит в штат Риу-Гранди-ду-Сул. Составная часть мезорегиона Северо-запад штата Риу-Гранди-ду-Сул. Входит в экономико-статистический  микрорегион Санандува. Население составляет 4414 человека на 2006 год. Занимает площадь 182,182 км². Плотность населения — 24,2 чел./км².

## История
Город основан 12 мая 1961 года. 

## Статистика
- Валовой внутренний продукт на 2003 составляет 47.469.847,00 реалов (данные: Бразильский институт географии и статистики).
- Валовой внутренний продукт на душу населения на 2003 составляет 10.308,33 реалов (данные: Бразильский институт географии и статистики).
- Индекс развития человеческого потенциала на 2000 составляет 0,793 (данные: Программа развития ООН).